# Poecilopsis fasciata
Poecilopsis fasciata là một loài bướm đêm trong họ Geometridae.